# Allognosta caloptera
Allognosta caloptera är en tvåvingeart som beskrevs av Frey 1960. Allognosta caloptera ingår i släktet Allognosta och familjen vapenflugor.
Artens utbredningsområde är Myanmar. Inga underarter finns listade i Catalogue of Life.